# Yamato Life
Yamato Life Insurance (大和生命保険, Yamato Seimei Hoken Kabushiki-gaisha) est une compagnie japonaise  d'assurance-vie de taille moyenne qui fut la première victime directe de la crise mondiale des subprimes, dans le secteur financier japonais, jusqu'ici épargné par les défaillances.

## Historique
- 1911 : Fondation de Yamato Life Insurance[1]
- Le 9 octobre 2008, dans la crise des subprimes, à cause du chaos sur le marché financier et de la contraction du crédit, croulant sous une dette de 269,5 milliards de yens (2 milliards d'euros) supérieure à l'ensemble de ses actifs, Yamato Life s'est déclaré en faillite[2].

Yamato Life était dépositaire de quelque 180 000 contrats d'assurance-vie dont la valeur totale était de 1.075 milliard de yens (8 milliards d'euros) fin mars

## Sources et références
1. ↑  (ja) Courte description de Yamato Life
2. ↑  Yamato Life : 1re faillite japonaise dans la crise
3. ↑  Krach boursier à Tokyo, la crise fait une première victime, l'assureur Yamato Life